# Beretta

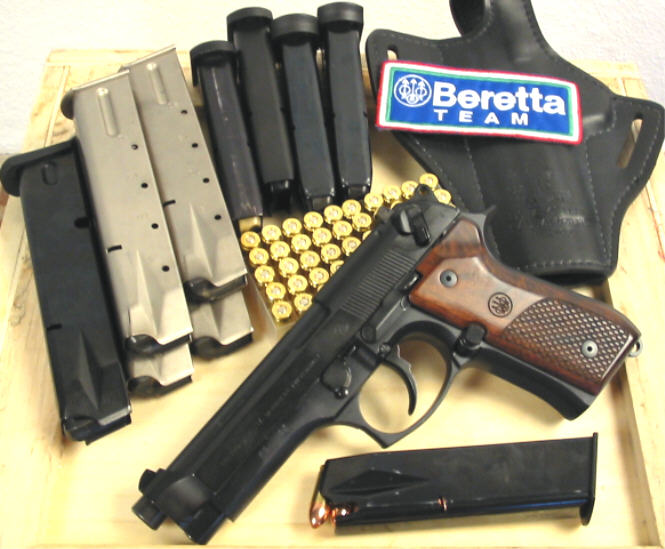
Beretta 92.

Beretta (nombre oficial en italiano: Fabbrica D'Armi Pietro Beretta S.p.A.) es un fabricante de armas de fuego de capital italiano, cuya sede se encuentra en la localidad de Gardone Val Trompia, provincia de Brescia, en el noreste de Italia. Sus armas son usadas en todo el mundo por civiles, policías y cuerpos militares. Fue fundada en 1526 aprovechando los grandes yacimientos de hierro existentes en la zona del valle de Trompia, y es una de las empresas armamentísticas en activo más antiguas del mundo.
Uno de los primeros registros de actividad de Beretta es el recibo de 1526 por arcabuces vendidos por el armero Piero Beretta al arsenal de República de Venecia, siendo que armas de fuego de Beretta fueron utilizadas por los venecianos en la Batalla de Lepanto en 1571; con el correr de los años los productos de Beretta fueron utilizados en cada vez más conflictos por tropas de Italia y del resto de Europa. Ya en el siglo XIX fabricó rifles y pistolas para el ejército real italiano durante la Primera Guerra Mundial y luego en la Segunda Guerra Mundial, distinguiéndose por la alta calidad de sus pistolas y fusiles. Tras el armisticio de 1943 entre Italia y los aliados, las autoridades de la Alemania nazi tomaron el control de la fábrica de Beretta y continuaron produciendo armas allí hasta el fin de la guerra en 1945. El último envío de rifles del Beretta Tipo I partió de Venecia hacia Japón en un "U-boot" hacia el año 1942.
Casi quinientos años de actividad productiva le han permitido a Beretta desarrollar una tecnología específica y de alto estándar en el campo de la mecánica de precisión y en 1986 las pistolas Beretta del Tipo M9 fueron elegidas por el Ejército de los Estados Unidos como arma reglamentaria de sus oficiales. La producción de aproximadamente 1.500 armas por día, abarca casi toda la gama de armas portátiles: superpuestas y paralelas de caza y de tiro, de diversos calibres y diferentes niveles de acabado, escopetas semiautomáticas, carabinas, escopetas exprés, pistolas semiautomáticas (desde calibre .22 corto a calibre .45 Auto) y rifles militares automáticos. La producción deportiva cubre, aproximadamente, el 90% de la producción total. La exportación de armas deportivas está dirigida a un centenar de países.
A principios de la década de 1990, Beretta sumó a su tradicional producción de armas deportivas, una línea completa de accesorios e indumentaria para caza, tiro al vuelo y tiempo libre, que se caracterizó por su calidad y por su sobria elegancia. En 1995 se inauguró, en Nueva York, la primera Beretta Gallery. Más tarde, le siguieron las de Dallas, Buenos Aires, París y Milán. Hoy día, la línea Beretta Clothing & Accessories no solo está presente en las armerías más importantes de Europa y de América sino también, en tiendas especializadas y diseñadas especialmente como exclusivos espacios Beretta.
Beretta abastece de armas a las Fuerzas Armadas de Italia y sus fuerzas policiales, así como ejércitos y policías de muchos países más.

## Productos

### Pistolas semi-automáticas
- Beretta M1915, M1919 y M1923
- Beretta 418
- Beretta M951
- Beretta M 1934 / Beretta M 1935
- Beretta M 1951
- Beretta M-100
- Beretta 70 series (Jaguar)
  - Beretta 76
- Beretta Cheetah
  - Beretta 81
  - Beretta 84
  - Beretta 85
  - Beretta 86
  - Beretta 87
  - Beretta 89
- Beretta 8000
  - Beretta 8000 Cougar
  - Beretta 8045 Cougar
  - Beretta Cougar Inox
  - Beretta Mini Cougar
- Beretta 90
- Beretta 9000
  - Beretta 9000S
- Beretta 92
  - Beretta 90two
  - Beretta 92F
  - Beretta 92F/FS
  - Beretta 92FS Inox
    - Beretta 92FS Compact
    - Beretta 92FS Centurion
    - Beretta 92FS Brigadier
    - Beretta 92FS Brigadier Inox

  - Beretta 92G Elite 1A
    - Beretta 92G Elite II

  - Beretta 92S
    - Beretta 92SB
      - Beretta 92SB-C

  - Beretta 92A1
  - M9 pistol
- Beretta 96
  - Beretta 96A1
- Beretta PX4 Storm
  - Beretta Px4 Storm Compact
    - Beretta Px4 Storm Subcompact
- Beretta U22 Neos
- Beretta 418
- Beretta 21 Bobcat
  - Beretta 21A Bobcat
- Beretta 3032 Tomcat
- Beretta 950 Jetfire
- Beretta Nano
- Beretta Pico
- Beretta APX
  - Beretta APX Centurion
  - Beretta APX Compact
  - Beretta APX Carry

### Revólveres
- Beretta Stampede
- Beretta Laramie

### Escopetas
- Beretta 300
- Beretta 301
- Beretta 302
- Beretta 303
- Beretta 304
- Beretta 1201FP
- Beretta DT-10
- Beretta Silver Pigeon
- Beretta Al 390
- Beretta AL391 -Urika and Teknys-
- Beretta SO4, SO5 and SO6
- Beretta Xtrema
- Beretta s57e
- Beretta s58
- Beretta Xtrema 2
- Beretta Model A series
- Beretta UGB25 Xcel
- Beretta Folder
- Beretta AL 391 Urika
- Beretta AL 391 Urika 2
- Beretta RS 202-M2
- Beretta LTLX7000
- Beretta Extrema2
- Beretta Tx4
- Beretta Tx4 Storm
- Beretta A400
- Beretta A400 Xcel
- Beretta A400 Xtreme Unico
- Beretta A400 Xplor Action
- Beretta A 300
- Beretta LTLX7000
- Beretta 470 Silver Hawk
- Beretta UGB 25 Xcel
- Beretta 682
- Beretta 692
- Beretta DT-11
- Beretta SV 10 Perennia
- Beretta SO -Grade 5/10-

### Rifles y carabinas
- Beretta BM-59
- Beretta Cx4 Storm
- Beretta 501 (sporting rifle)
- Beretta Rx4 Storm

### Fusiles de asalto
- Beretta AR70/90
- Beretta AS70/90
- Beretta ARX-160
- Beretta AR-70/223
- Beretta ARX-200

### Subfusiles
- Beretta Model 1918
- Beretta Modelo 38
  - Beretta Model 38A
  - Beretta Model 38/42
  - Beretta Model 38/44
- Beretta Model 3 – a postwar modification of the 38/42
- Beretta M12 series
- Beretta Mx4 Storm
- Beretta PMX

### Pistolas automáticas
- Beretta 93R
  - Beretta 93R "Auto 9"

### Lanzadores
- Beretta GLX-160